# Тернопільська діброва
Терно́пільська дібро́ва — ботанічна пам'ятка природи місцевого значення в Україні.

## Розташування
Розташована поблизу села Драганівка Тернопільського району Тернопільської області, у кварталі 49, виділі 64 Теребовлянського лісництва Тернопільського держлісгоспу, в межах лісового урочища «Буцнів».

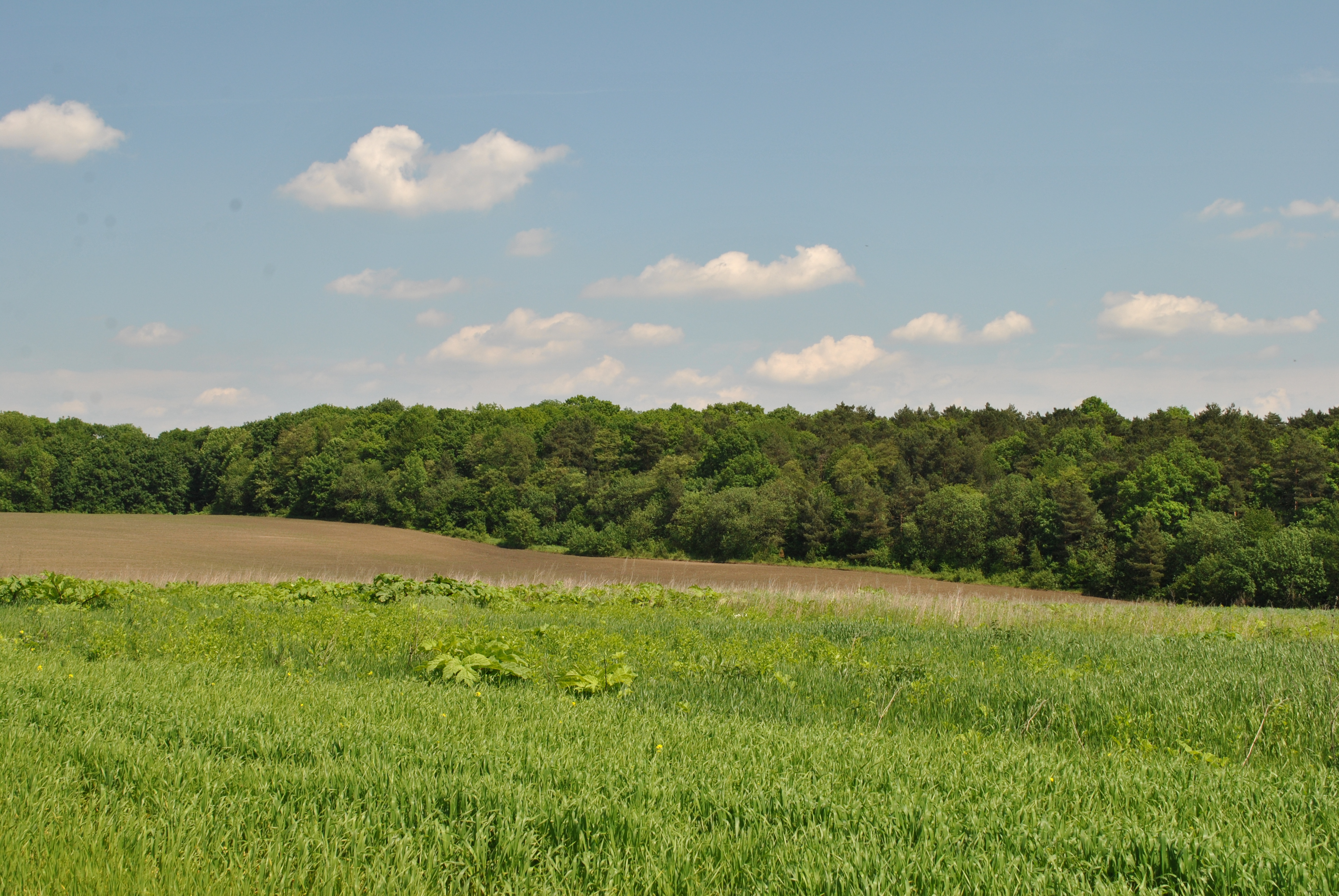
Вигляд на Тернопільську діброву з поля

У тому ж кварталі неподалік є Вікові дерева модрини.

## Пам'ятка
Оголошена об'єктом природно-заповідного фонду рішенням Тернопільської обласної ради № 189 від 30 серпня 1990 року. Перебуває у віданні Тернопільського обласного управління лісового господарства.

## Характеристика
Площа — 1,3 га.
Під охороною — дубово-буково-грабові насадження 1 бонітету віком 75 р. Має наукову, пізнавальну та господарську цінність.